# Mikael Granlund
Mikael Granlund (Oulu, Finlandia, 26 de febrero de 1992), apodado Granny o Bruce, es un jugador profesional finlandés de hockey sobre hielo que se desempeña en la posición de centro en San Jose Sharks, equipo de la National Hockey League (NHL).

## Carrera
Fue seleccionado en la primera ronda en la NHL Entry Draft de 2010. En 2012 hizo su debut profesional con el equipo Minnesota Wild, en el cual jugó siete temporadas (2012-2018), después pasó a Nashville Predators (2018-2022), luego a Pittsburgh Penguins (2022-2023), posteriormente a San Jose Sharks, donde lleva jugando una temporada.